# DJ Quik

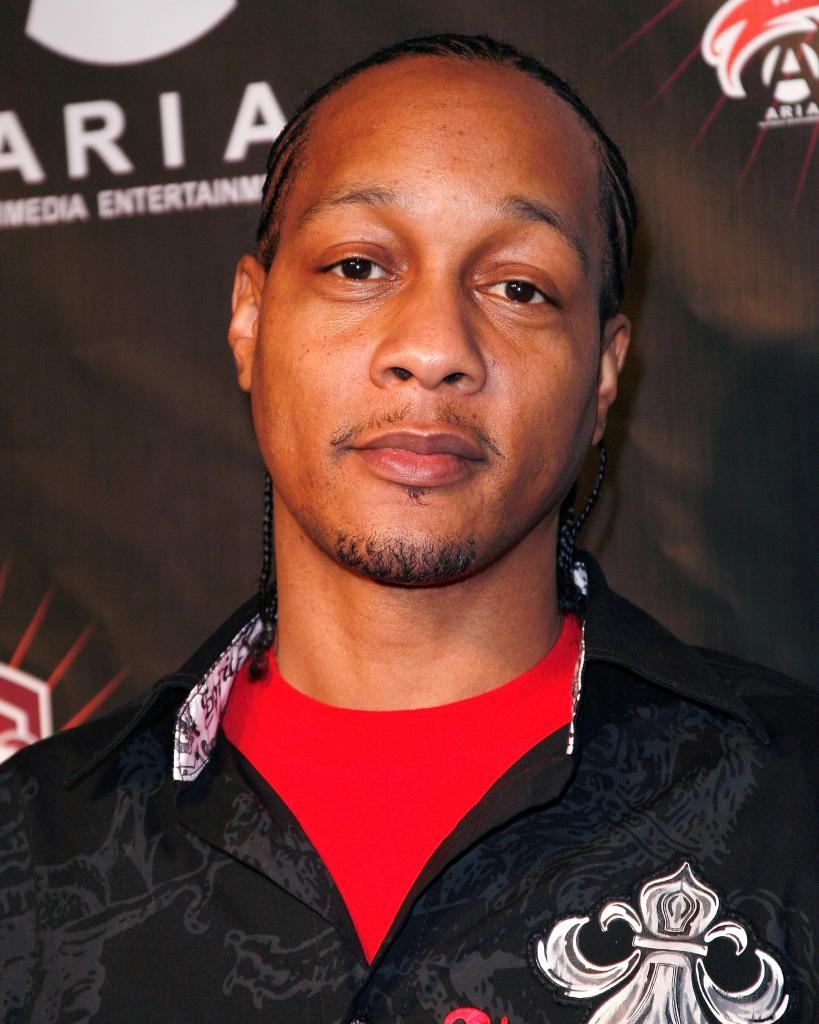
DJ Quik, 2015

DJ Quik (* 18. Januar 1970 in Compton, Kalifornien; eigentlich David Martin Blake) ist ein US-amerikanischer Rapper und Produzent. Er ist auch bekannt als Dante Blake, Da Quiksta oder einfach nur Quik.

## Leben
Geboren wurde David Blake als Jüngster von elf Geschwistern. Aufgewachsen ist er im Armutsbezirk Compton. Hier schloss er sich als Teenager einer Straßengang, den so genannten Bloods an.
Neben der Bandenkriminalität, welche seinen Alltag bestimmte, entdeckte er allmählich seine Vorliebe für Plattenspieler und DJ-Equipment. Bereits mit zwölf begann er eigene Hip-Hop Tapes unter dem Namen DJ Quik zu produzieren und verdiente mit ihrem Verkauf an Straßenecken sogar etwas Geld. Nach eigenen Angaben produzierte er die Tapes nicht um eine professionelle Musik-Karriere einzuleiten, sondern um sein Geld nicht mit dem Verkauf von Drogen verdienen zu müssen.

## Werdegang
Der glückliche Zufall spielte eines dieser Tapes in die Hände des A&R-Chefs der Plattenfirma Profile Records, Dave Moss. Dieser sah in DJ Quik einen sehr talentierten jungen Rapper. Kurz darauf bekam der 19-jährige David Blake seinen eigenen Plattenvertrag bei Profile Records.
Im Januar 1991 erschien sein erstes Soloalbum Quik Is the Name. In den 1990er Jahren war vor allem der so genannte Gangster-Rap in der Hip-Hop-Industrie sehr verbreitet.
DJ Quik jedoch entwickelte stattdessen einen individuellen Fun- und Partysound, welcher sich vom Gangster-Rap abhob. Quik Is the Name erreichte Platinstatus. Damit ist es bis heute das erfolgreichste Album von DJ Quik.
Neben dem Erscheinen seines zweiten Solo-Albums Way 2 Fonky im Jahre 1992 bildete DJ Quik mit den Rappern Playa Hamm und Tweed Cadillac die Gruppe Penthouse Players Clique. Die Band brachte 1992 ihr erstes und einziges Album Paid the Cost unter Ruthless Records heraus. Way 2 Fonky erreichte Goldstatus, während Paid the Cost weit hinter den Erwartungen zurückblieb und kommerziell floppte.
Die folgende Zeit war geprägt von persönlichen Problemen und finanziellen Streitigkeiten mit seiner Plattenfirma. Jedoch wurde Profile Records nach dem Erscheinen seines dritten Albums Safe + Sound (1995) von Arista Records aufgekauft. Unter Arista Records veröffentlichte DJ Quik sein viertes Album Rhythm-al-ism (1998).
Kurz nach der Veröffentlichung des Albums erlitt er mit dem plötzlichen Tod seines besten Freundes Top Dog einen schweren Verlust. Zusätzlich kam es auch mit dem Management seiner neuen Plattenfirma Arista zu Streitigkeiten und Auseinandersetzungen.
Somit produzierte DJ Quik mit seinem fünften Album Balance & Options (2000) nach eigenen Angaben absichtlich ein schlechtes und wenig durchdachtes Album, um aus dem Vertrag bei Arista herauszukommen.
Im Jahr 2000 musste er außerdem mit dem Mord an seinem Freund Mausberg einen weiteren schweren Verlust verkraften. Die letzte Veröffentlichung von DJ Quik unter Arista Records im Jahre 2002 war Da Finale, eine Greatest-Hits-CD.
Seine beiden letzten Studioalben veröffentlichte DJ Quik bei zwei verschiedenen amerikanischen Independent Labels. Das sechste Album Under tha Influence erschien 2002 bei Bungalo Records und sein siebtes, bis dato letztes Album, Trauma bei Mad Science Recordings im Jahre 2005. Bei Mad Science erschien 2006 auch sein erstes Live-Album Live At The House Of Blues.
Zwischen Juni und Oktober 2006 verbüßte DJ Quik eine fünfmonatige Haftstrafe für die Bedrohung seiner Schwester mit einer Schusswaffe im Jahr 2003.
Nach seiner Entlassung arbeitete Quik, der seit einiger Zeit auf den Zusatz „DJ“ verzichtete, gemeinsam mit dem West-Coast-Rapper AMG an einem neuen Bandprojekt unter dem Namen „The Fixxers“, deren Debütalbum mit dem Titel Street Masterpiece im 2008 erschien. Single daraus war Can U Werk Wit Dat. DJ Quik und AMG veröffentlichten schon in den 1990er Jahren einen gemeinsamen Track namens Bitch Better Have My Money.

## Diskografie

### Alben
| Jahr | Titel               | Höchstplatzierung, Gesamtwochen, AuszeichnungChartsChartplatzierungen (Jahr, Titel, Platzierungen, Wochen, Auszeichnungen, Anmerkungen) | Anmerkungen                                                     |
| Jahr | Titel               | US | Anmerkungen                                                     |
| ---- | ------------------- | --- | --------------------------------------------------------------- |
| 1991 | Quik Is the Name    | US29 Platin · (42 Wo.)US | Veröffentlichungsdatum: 15. Januar 1991                         |
| 1992 | Way 2 Fonky         | US10 Gold · (14 Wo.)US | Veröffentlichungsdatum: 20. Juli 1992                           |
| 1995 | Safe + Sound        | US14 Gold · (16 Wo.)US | Veröffentlichungsdatum: 22. Februar 1995                        |
| 1998 | Rhythm-al-ism       | US63 Gold · (29 Wo.)US | Veröffentlichungsdatum: 10. November 1998                       |
| 2000 | Balance & Options   | US18 (13 Wo.)US | Veröffentlichungsdatum: 16. Mai 2000                            |
| 2002 | Under tha Influence | US27 (7 Wo.)US | Veröffentlichungsdatum: 4. Juni 2002                            |
| 2005 | Trauma              | US43 (3 Wo.)US | Veröffentlichungsdatum: 13. September 2005                      |
| 2009 | BlaQKout            | US61 (2 Wo.)US | Veröffentlichungsdatum: 9. Juni 2009 Kollaboalbum mit Kurupt    |
| 2011 | The Book of David   | US55 (2 Wo.)US | Veröffentlichungsdatum: 19. April 2011                          |
| 2014 | The Midnight Life   | US63 (1 Wo.)US | Veröffentlichungsdatum: 14. Oktober 2014                        |
| 2017 | Rosecrans           | US—US | Veröffentlichungsdatum: 20. April 2017 Kollaboalbum mit Problem |

### Kompilationen
- 2002: The Best Of DJ Quik: Da Finale
- 2004: Platinum & Gold Collection
- 2005: Born And Raised In Compton
- 2006: Greatest Hits Live At The House Of Blues
- 2006: Born And Raised In Compton: The Greatest Hits

### Singles
| Jahr | Titel Album                  | Höchstplatzierung, Gesamtwochen, AuszeichnungChartsChartplatzierungen (Jahr, Titel, Album, Platzierungen, Wochen, Auszeichnungen, Anmerkungen) | Anmerkungen |
| Jahr | Titel Album                  | US | Anmerkungen |
| ---- | ---------------------------- | --- | ----------- |
| 1991 | Tonite Quik Is the Name      | US49 (9 Wo.)US |             |
| 1992 | Jus Lyke Compton Way 2 Fonky | US62 (11 Wo.)US |             |
| 1995 | Safe + Sound                 | US81 (10 Wo.)US |             |